# Полицајац са Беверли Хилса
Полицајац са Беверли Хилса (енгл. Beverly Hills Cop) је америчка акциона-комедија из 1984. године. Насловну улогу тумачи Еди Марфи као Аксел Фоли, паметан улични полицајац из Детроита који стиже на Беверли Хилс у Калифорнији, да реши убиство свог најбољег пријатеља. Џаџ Рејнхолд, Џон Ештон, Рони Кокс, Лиса Ејлбахер, Стивен Беркоф и Џонатан Бенкс се појављују у споредним улогама.
Ово је први филм у серијалу "Полицајац са Беверли Хилса", који је послао Марфија у међународне звезде, освојио People Choice Award за омиљени филм, номинован за Златни глобус за најбољи филм и номинован за Оскара у категорији најбољи сценарио 1985. Зарадио је 234 милиона долара у Северној Америци, што га чини највећим хитом 1984.

## Радња
Последња прикривена операција младог и неустрашивог детроитског детектива Аксела Фолија пропадне када два необавештена полицајаца интервенишу, што доводи до јурњаве по граду, ком приликом је начињена велика штета. Његов шеф, инспектор Даглас Тод, прекори Аксела због његовог понашања и запрети да ће га отпустити уколико га не промени. Аксел стиже у свој стан и затиче га проваљеног од стране свог пријатеља из детињства, Мајкија Тандина. Мајки је одслужио затворску казну, али је завршио на Беверли Хилсу, радећи као обезбеђење, захваљујући заједничкој пријатељици, Џени Самерс. Мајки покаже Акселу неке немачке обвезнице, а Фоли се пита како је дошао до њих, али одучи да га не испитује о томе. Након изласка у бар, враћају се у Акселов стан, где два човека, Зек и Кејси, онесвесте Аксела, испитују Мајкија у вези са обвезницама, а потом га убију.
Аксел затражи да буде постављен на случај Мајкијевог убиства, али инспектор Тод то одбије због његових блиских веза са Мајкијем. Аксел одлучи да кобајаги узме одмор да би отишао на Беверли Хилс да самостално реши случај. Он проналази Џени како ради у уметничкој галерији и сазнаје о Мајкијевој вези са Виктором Мејтландом, власником галерије. Правећи се да је испоручилац цвећа, Аксел оде до Мејтландове канцеларије и покуша да га испита у вези са Мајкијем, али бива избачен кроз прозор од стране Мејтландових телохранитеља и ухапшен. У полицијској станици, поручник Ендру Богомил одреди наредника Џона Тагарта и детектива Билија Роузвуда да прате Аксела. То вече Тагарт и Били доживе понижавајући сусрет са Акселом, када им Аксел пошаље послугу свог хотела са храном не би ли им одвратио пажњу док се он дошуња иза њиховог аутомобила и напуни им ауспух бананама, због чега се ауто поквари. Због тога Били и Тагарт у почетку не подносе Аксела, али тројац почне да развија узајамно поштовање након што спрече пљачку у стриптиз бару.
На трагу Мајкијевим убицама, Аксел се ушуња у једно од Мејтландових складишта, где налази сандуке пуне кафе у зрну, за коју посумња да се користи за покривање дроге, како полицијски пси не би могли да је нањуше. Он, такође, открива да многи Мејтландови сандуци нису оцарињени. Након што је поново ухапшен, овог пута након физичког сукоба са Зеком у Мејтландовом кантри клубу, Аксел саопшти Богомилу да је Мејтланд вероватно шверцер. Шеф полиције Хабард, сазнавши за Акселове неовлашћене истражне делатности, нареди да Аксел уз полицијску пратњу буде протеран из града. Међутим, Аксел убеди Билија да уместо тога покупи Џени и да је одведу с њима у Мејтландово складиште, где тог дана треба да стигне испорука.
Аксел и Џени провале у складиште и открију неколико кесица кокаина камуфлираних кафом у зрну унутар сандука. Пре него што Аксел покаже овај новооткривени доказ Билију, Мејтланд и његови сарадници стижу. Мејтланд узме Џени као таоца и остави Аксела да буде убијен, али након почетног оклевања, Били уђе у складиште и спасе Аксела током кратке пуцњаве у којој убије Кејсија. Тагарт прати Билија и Аксела до Мејтландове виле, где се придружи двојцу у њиховим напорима да избаве Џени и приведу Мејтланда правди. заједно, тројац побије један број Мејтландових људи, укључујући и Зека. Уз Богомилову помоћ, Аксел потом смртно рани Мејтланда и избави Џени. Богомил исфабрикује причу Хабарду која покрива све учеснике без дискредитације Полиције Беверли Хилса. Схвативши да ће му његов ангажман "на одмору" вероватно донети отказ у Детроиту, Аксел захтева да Богомил изглади ствар са инспектором Тодом; када Аксел помене могућност оснивања приватно-детективске канцеларије на Беверли Хилсу, Богомил нервозно пристане да подметне своја леђа за њега. Касније се Били и Тагарт сретну са Акселом док се овај одјављује из свог хотела и плаћа рачун. Аксел их позове на опроштајну вечеру, што они прихвате.

## Улоге
| Глумац         | Улога                  |
| -------------- | ---------------------- |
| Еди Марфи      | детектив Аксел Фоли    |
| Џаџ Рејнхолд   | детектив Били Роузвуд  |
| Џон Ештон      | наредник Џон Тагарт    |
| Лиса Ејлбахер  | Џени Самерс            |
| Бронсон Пинчот | Серж                   |
| Стивен Беркоф  | Виктор Мејтланд        |
| Рони Кокс      | поручник Ендру Богомил |
| Џонатан Бенкс  | Зек                    |
| Џејмс Русо     | Мајки Тандино          |
| Стивен Елиот   | шеф полиције Хабард    |
| Пол Рајзер     | детектив Џефри Фридман |
| Мајкл Чемпион  | Кејси                  |
| Френк Пеш      | купац цигарета         |
| Гил Хил        | инспектор Даглас Тод   |
| Дејмон Вејанс  | Банана Мен             |

## Музика у филму
Саундтрек филма је освојио Греми награду 1986. Инструментална мелодија Аксел Ф је најпознатија и посвећена главном протагонисти Акселу Фолију.
Композиције:
1. New Attitude - Patti LaBelle
2. Don't Get Stopped in Beverly Hills - Shalamar
3. Do You Really (Want My Love?) - Junior Giscombe|Junior
4. Emergency - Rockie Robbins
5. Neutron Dance - Pointer Sisters
6. The Heat is On - Glenn Frey
7. Gratitude - Danny Elfman
8. Stir It Up - Patti LaBelle
9. Rock 'N Roll Me Again - The System
10. Axel F - Harold Faltermeyer